# Baronnage italo-normand

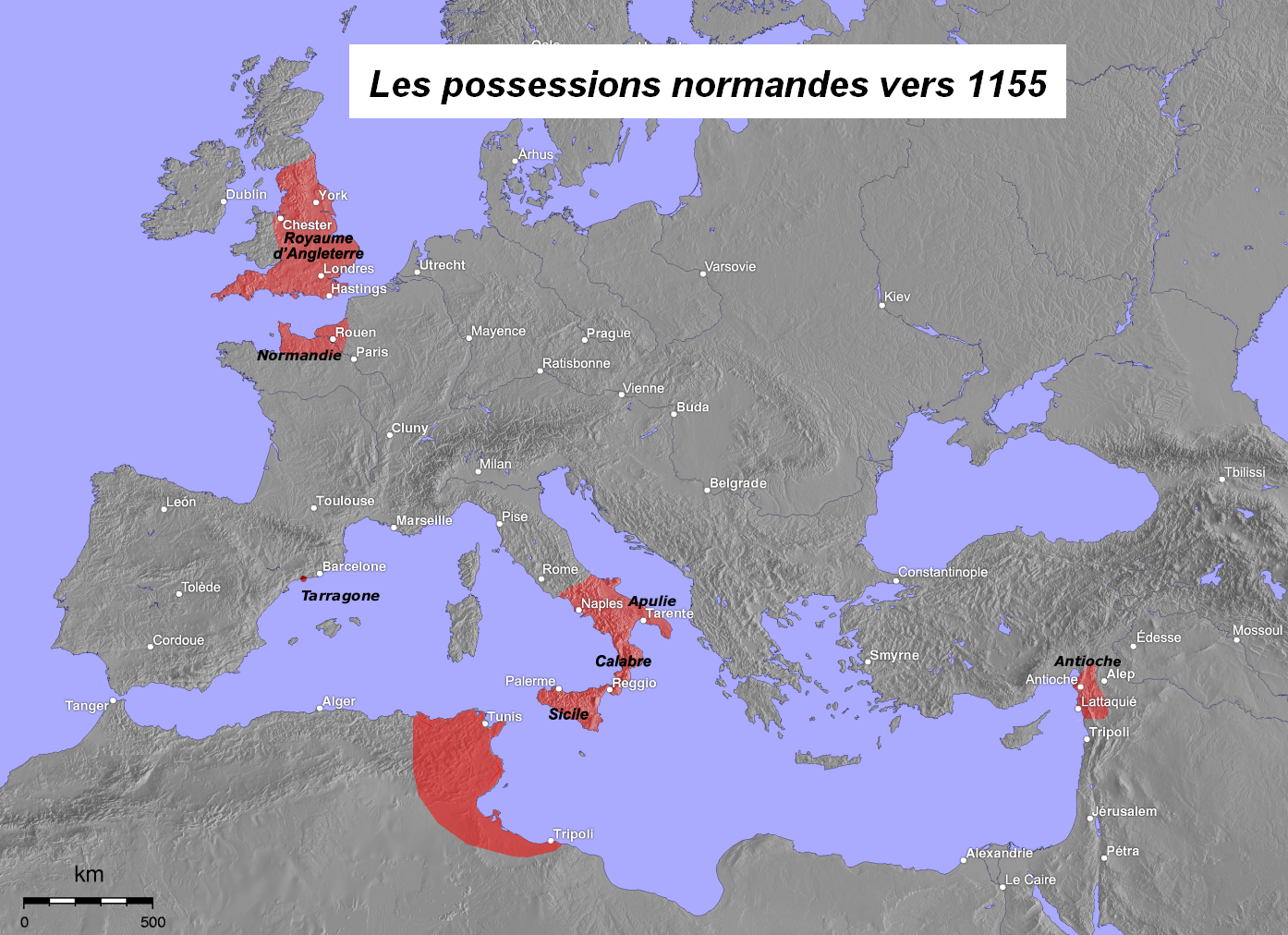
Extension maximale des possessions normandes vers 1155.

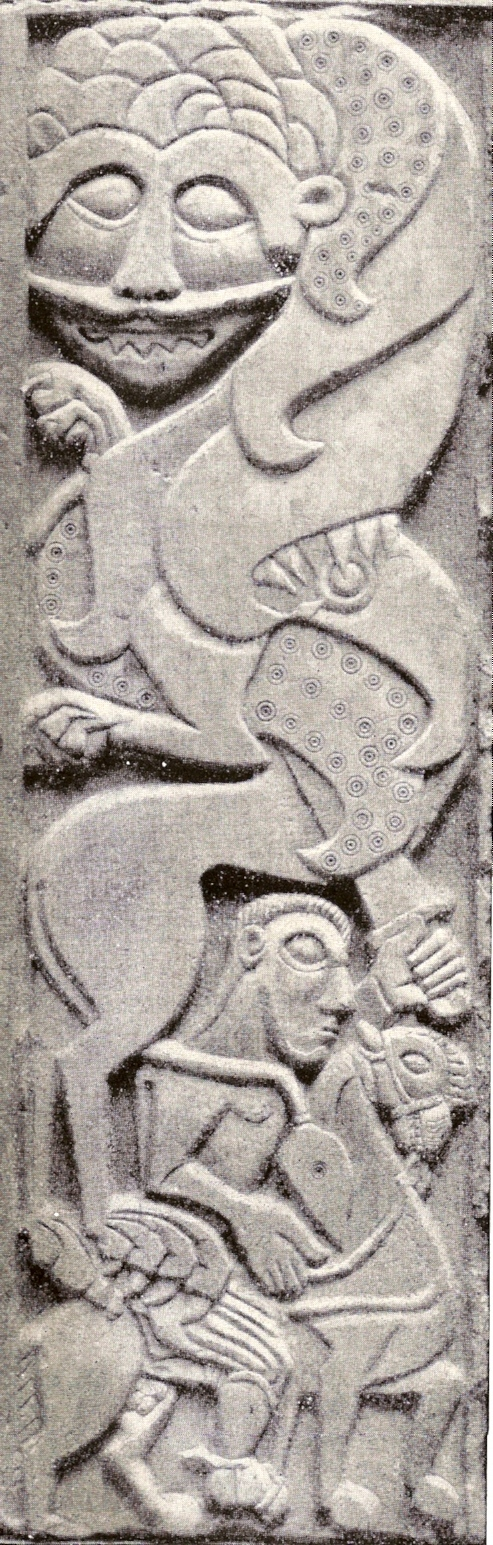
Relief de la cathédrale d'Aversa représentant un chevalier affrontant un dragon (XIe siècle).

Le baronnage italo-normand correspond à la noblesse originaire du duché de Normandie qui s'est implantée d'abord en Italie méridionale à partir de la première moitié du XIe siècle, puis en Sicile, conquise par les Normands de 1061 à 1091, à partir de la seconde moitié du XIe siècle.

## Origines
Si certaines familles de cette noblesse italo-normande sont issues de la noblesse du duché normand, la plupart de ces familles descendent de simples aventuriers normands sans fortune, de cadets de famille sans grand avenir en Normandie, de bannis, de mercenaires, de brigands, etc. La majorité des Normands qui s'installèrent en Italie étaient originaires de l'ouest du duché, notamment du Cotentin. Après avoir étudié 275 familles italo-normandes, l'historien Léon-Robert Ménager (1925-1993), spécialiste de l'histoire du royaume siculo-normand, donne en pourcentage la répartition suivante :
- Normands d'Italie : 
  - Manche : 27 % ;
  - Calvados : 24 % ;
  - Seine-Maritime : 18 % ;
  - Eure : 16 % ;
  - Orne : 14 %.

Ces familles ne sont pas toutes d'origine normande : un certain nombre d'aventuriers bretons ont en effet accompagné les bandes normandes en Italie dès les années 1030 au moins, tandis que certaines sont d'origines franques voire flamandes, ou byzantines (comme la famille Grifeo di Partanna). Les aventuriers normands tissent très vite de nombreux liens avec la vieille noblesse lombarde locale issue du duché de Bénévent et des principautés de Salerne et de Capoue, ainsi qu'avec la famille ducale de Naples (d'origine grecque). Ainsi, les frères de Hauteville, comme Guillaume Bras-de-Fer, Drogon, Onfroi ou encore Robert Guiscard, épouseront quasiment tous des princesses lombardes.
Comme pour la noblesse normande implantée en Angleterre (cf. baronnage anglo-normand), en Italie du Sud il s'agit d'une noblesse nouvelle et d'origine étrangère vis-à-vis d'une population autochtone, largement majoritaire, mais comportant également de nombreux groupes humains, d'origines, de cultures et même de religions très diverses : Grecs, Byzantins, Lombards d'Italie méridionale (Langobards de la Langobardia Minor), Arabo-berbères (en Sicile), Chrétiens (Catholiques et Orthodoxes), Juifs, Musulmans, etc. Cette noblesse, turbulente et de plus en plus puissante et influente, se rebelle fréquemment contre l'autorité, d'abord du comté puis duché d'Apulie, puis contre l'autorité de Palerme, siège de la cour royale normanno-sicilienne.

Possessions italo-normandes vers 1155.

Les membres de ces familles sont les tenants-en-chef de la domination normande en Italie puis du royaume siculo-normand, proclamé en 1130 par le petit-fils d'un petit hobereau normand du Cotentin, Roger de Hauteville, 3e comte de Sicile et 1er roi normand de l'île sous le nom de Roger II de Sicile. De 1135 à 1160, les Normands de Sicile prennent également possession du territoire l'Ifriqiya et l'administrent sous le nom du royaume d'Afrique.
La noblesse italienne d'origine normande survit après la chute du royaume normand, bien qu'elle soit un temps durement réprimée dans les années 1190, lorsque la dynastie Hohenstaufen s'empare du pouvoir (massacre de nombreux barons normands sous le règne d'Henri le Cruel). Cependant, un bon nombre de ces familles préfèrent se soumettre à cette nouvelle domination et à servir les Hohenstaufen, conservant ainsi leurs biens, comme les Filangieri, les Della Marra ou encore les Sanframondo.

## Quelques familles italo-normandes
- Famille d'Altavilla
- Famille Quarrel-Drengot
- Famille Filangieri

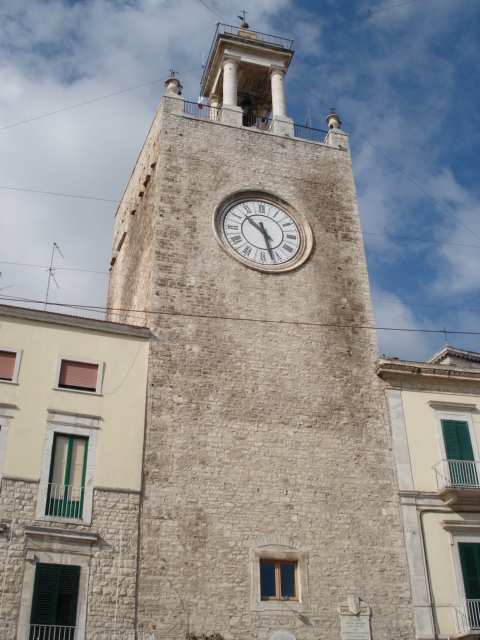
La tour majeure du château normand de Terlizzi dans la province de Bari (vers 1075).

- Famille Bassonvilla (originaire de Vassonville)
- Famille Chiaromonte
- Famille Da Cantalice
- Famille De Molisio
- Famille Francisio
- Famille Sanframondo
- Famille Della Marra (de la Mare)
- Famille Guarnieri (Garnier)
- Famille De Tivilla (peut-être Thiville, Perche)
- Famille Gesualdo
- Famille Macabeo
- Famille Loffredo[5]
- Famille Gironda
- Famille Guarini
- Famille Montaperto [6]
- Famille Tuttavilla (issue d'une famille de la noblesse du duché de Normandie, les d'Estouteville)
- Famille d'Aquila (de L'Aigle)
- Famille Siccavilla (de Secqueville-en-Bessin)
- Famille de Luci (de Lucy)